# Bentonit
Bentonit là một đất sét phyllosilicat nhôm hút nước, bao gồm chủ yếu là montmorillonit. Nó được Wilbur C. Knight đặt tên năm 1898 theo thành hệ đá phiến sét Benton kỷ Phấn trắng gần Rock River, Wyoming.
Các loại bentonit khác nhau được đặt tên theo nguyên tố chi phối tương ứng, chẳng hạn như kali (K), natri (Na), calci (Ca), và nhôm (Al). Các chuyên gia tranh luận về một số vấn đề danh pháp với việc phân loại sét bentonit. Bentonit thường hình thành từ phong hóa tro núi lửa, thường xuyên nhất với sự hiện diện của nước. Tuy nhiên, thuật ngữ bentonit, cũng như một loại đất sét tương tự gọi là tonstein, đã được sử dụng để mô tả các lớp đất sét có nguồn gốc không chắc chắn. Đối với các mục đích công nghiệp, hai lớp chính của bentonit tồn tại: natri và calci bentonit. Trong địa tầng học và mảnh vụn phun trào núi lửa học (tephrochronology), các nền tro rơi mờ hóa hoàn toàn (thủy tinh núi lửa phong hóa) thường được gọi là K-Bentonit khi loại sét chủ đạo là illit. Ngoài montmorillonit và illit thì một loại sét thông thường khác đôi khi chiếm ưu thế là kaolinit. Các loại đất sét mà kaolinit chiếm ưu thế thường được gọi tắt là tonstein và thường gắn liền với than.